# Taptemelk

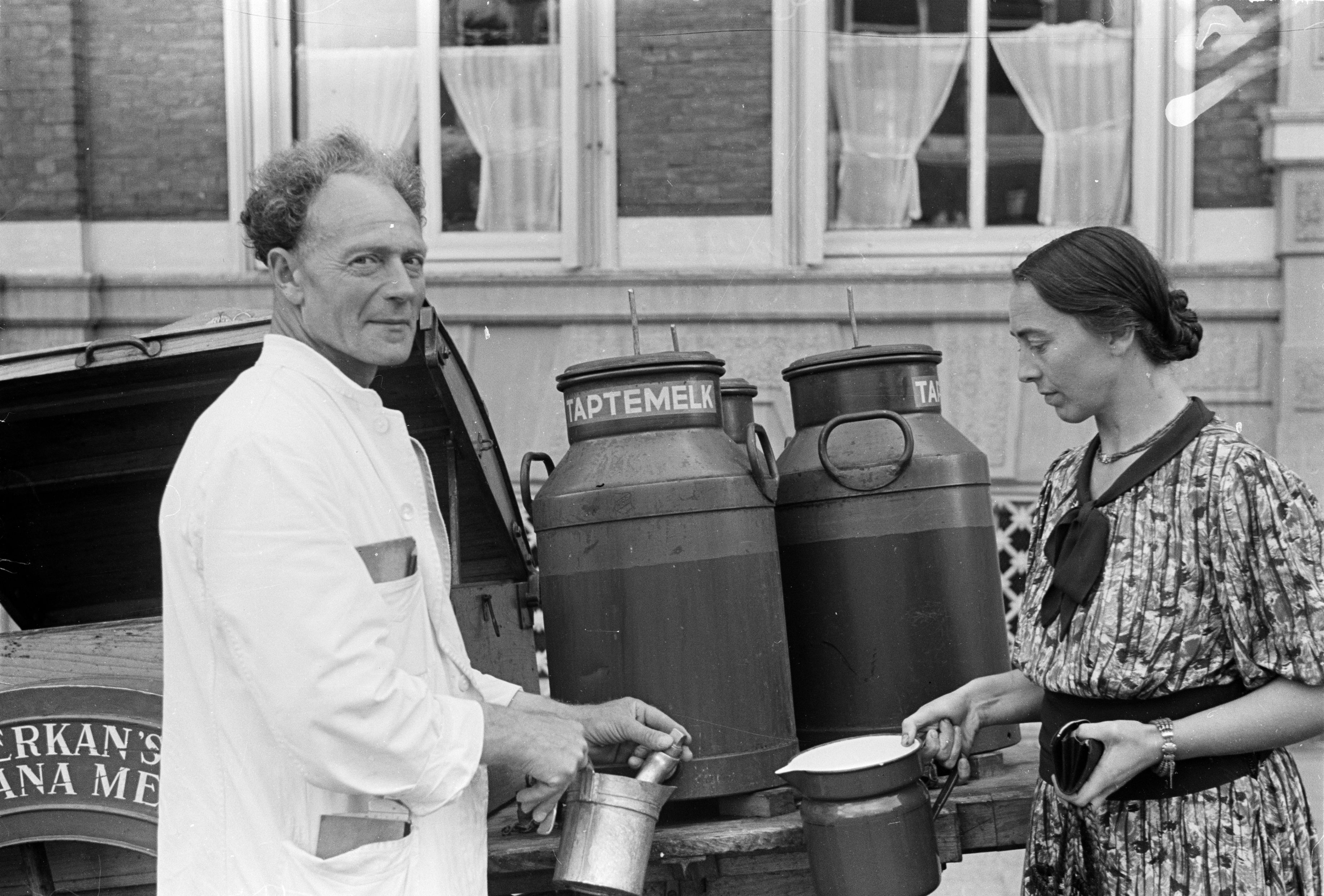
Melkboer met taptemelk in Den Haag

Taptemelk, ondermelk, afgeroomde melk of magere melk is koemelk waarvan het merendeel van het melkvet verwijderd is, tot maximaal 0,3% vet. 
Het melkvet werd vroeger van de melk afgeroomd om te gebruiken voor het produceren van roomboter, waarbij taptemelk als restproduct achterbleef. 
De melk wordt verkocht als magere melk of verwerkt in andere producten, waaronder veevoeder, karnemelk of kaas met een laag vetgehalte zoals kanterkaas of Leidse kaas. 